# Japanischer Lebensbaum
Der Japanische Lebensbaum (Thuja standishii) ist eine Pflanzenart, die zur Familie der Zypressengewächse (Cupressaceae) gehört. Sie stammt aus dem zentralen Japan und wird dort jap. 黒檜, Kurobe (Deutsch „schwarze Hinoki/Zypresse“) oder 鼠子, Nezuko genannt.
Der Japanische Lebensbaum ist einer der „Fünf Bäume von Kiso“, die 1708 bzw. der Lebensbaum 1727 im Lehen Owari unter Naturschutz gestellt wurden.

## Beschreibung
Der Japanische Lebensbaum ist ein Strauch oder Baum mit einer Wuchshöhe von bis zu 18 Metern. Er besitzt eine schmale, spitz zulaufende und dichte Baumkrone. Die einzelnen Zweige sind sichelförmig gebogen und weisen unregelmäßige Verzweigungen auf. Die Schuppenblätter sind gelblich-grün und stumpf, auf der Unterseite weisen sie grau-grüne Spaltöffnungsflecken auf. Die Kantenblätter sind stumpf, wodurch sie sich von den zugespitzten des Riesen-Lebensbaums (Thuja plicata) unterscheiden. 
Die Blütezeit liegt im März. Der Japanische Lebensbaum ist einhäusig getrenntgeschlechtig (monözisch), männliche und weibliche Zapfen befinden sich also an einem Pflanzenexemplar. Die männlichen Zapfen sind zuerst dunkelrot und später gelb und sind sehr klein – nur etwa 0,1 Zentimeter breit. Die aus zehn bis zwölf Samenschuppen bestehenden weiblichen Zapfen sind eiförmig und etwa 1,2 Zentimeter groß, während ihrer Reife wechseln sie die Farbe von leuchtend-grün zu dunkelbraun. Der Same ist 5 bis 6 mm lang mit 6 bis 7 × 2 bis 2,5 mm großen mit Flügeln.

## Verbreitung und Gefährdung
Der Japanische Lebensbaum stammt ursprünglich von den japanischen Inseln Honshū und Shikoku. Er gedeiht vor allem in den kühlen Bergregionen gemeinsam mit anderen kaltangepassten Baumarten wie der Nikko-Tanne (Abies homolepis), der Japanischen Eibe (Taxus cuspidata), der Nordjapanischen Hemlocktanne (Tsuga diversifolia) und der Mädchen-Kiefer (Pinus parviflora). 
Thuja standishii wurde 1998 in der Roten Liste der gefährdeten Arten der IUCN als nicht gefährdet eingestuft.

## Nutzung
Er wird fast weltweit vor allem in gemäßigten Gebieten in Parks und Gärten als Zierpflanze verwendet.